# Yam Island Airport
Yam Island Airport är en flygplats i Australien. Den ligger i kommunen Torres Strait Island och delstaten Queensland, omkring 2 200 kilometer nordväst om delstatshuvudstaden Brisbane. Den ligger på ön Yam Island.
Trakten är glest befolkad. Det finns inga samhällen i närheten.
Savannklimat råder i trakten. Genomsnittlig årsnederbörd är 1 747 millimeter. Den regnigaste månaden är mars, med i genomsnitt 349 mm nederbörd, och den torraste är september, med 21 mm nederbörd.